# D-subminiature

сімейство D-sub

D-subminiature, або D-sub — сімейство електричних роз'єднувачів, застосовуваних, зокрема, в комп'ютерній техніці. Назва «надмініатюрний» була доречна тоді, коли ці роз'єми тільки з'явилися.

## Конструкція
Роз'єднувач D-sub містить два або більше паралельних рядів контактів або гнізд, зазвичай оточених металевим екраном у формі латинської D, який забезпечує механічне кріплення з'єднання і екранує від електромагнітних перешкод. Форма роз'єднувача у вигляді букви D оберігає від неправильної орієнтації роз'єму. Частина роз'єднувача, що містить контакти, називається англійською male connector, або, зазвичай, plug, а частина, яка містить гнізда — female connector, або socket чи receptacle (розетка), якщо відноситься до менш рухомої частини з'єднання. Екран розетки щільно входить всередину екрану вилки. Якщо використовуються екрановані кабелі, екрани роз'єднувачів з'єднуються з екранами кабелів, забезпечуючи, таким чином, безперервне екранування для всього з'єднання.

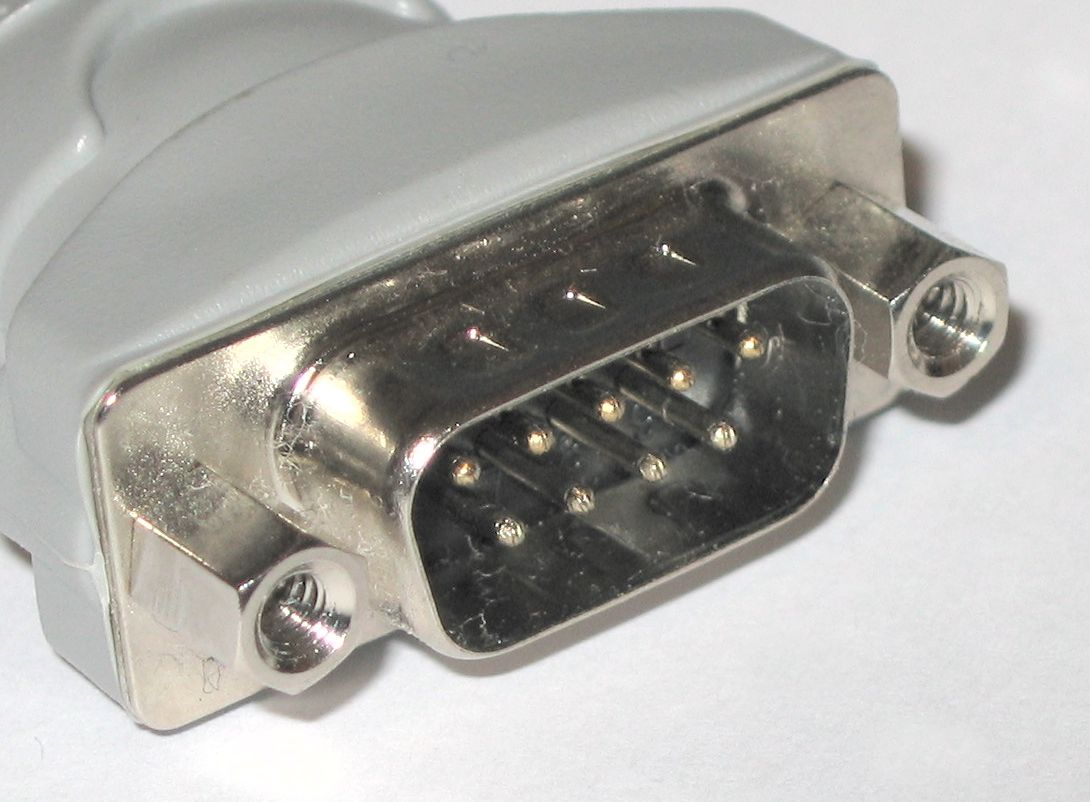
Штирковий роз'єм DE-9

Ймовірно тому, що в оригінальному ПК як для паралельного, так і для послідовного портів використовувалися роз'єднувачі DB-25, багато хто, не розуміючи, що «B» в даному випадку означає розмір екрану, став сам роз'єднувач D-sub названий DB, замість того, щоб використовувати позначення «DA», «DC» або «DE». Коли для послідовного порту стали використовувати 9-штиркові роз'єднувачі, їх почали називати DB9 замість DE9. Зараз досить часто роз'єднувачі DE9 продаються, як DB9. Під DB9 в сучасному світі майже завжди мають на увазі 9-піновий роз'єднувач з розміром екрану Е.

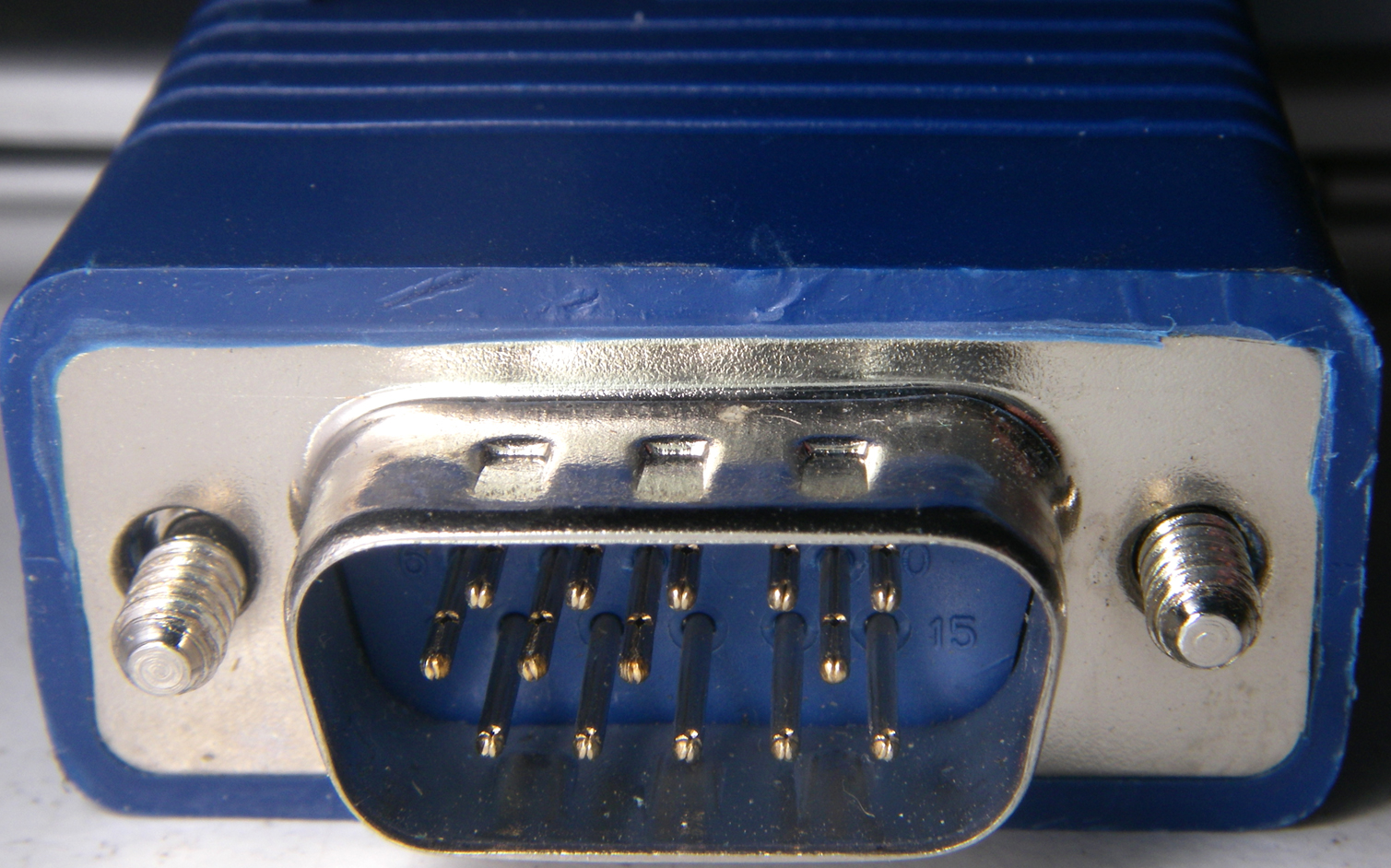
Штирковий роз'єм DE15 або DB15HD, він же HD15

DE15 зазвичай використовуються для кабелів VGA, мають 15 штирків, розміщених в три ряди в екрані типорозміру E.
Ці роз'єднувачі часто називаються DB15HD, де «HD» означає «high density» або високу щільність.